# Fonetyczna metoda nauczania języka angielskiego
Fonetyczna metoda nauczania języka angielskiego (ang. phonics) – metoda nauczania czytania i dekodowania słów w języku angielskim. Pomimo faktu, iż jest to metoda uznawana za kontrowersyjną, jest powszechnie stosowana. Dzieci rozpoczynają naukę czytania używając świadomie fonetyki zazwyczaj w wieku 5–6 lat. Nauczanie czytania w języku angielskim tą metodą wymaga od dzieci nauczenia się połączeń pomiędzy wzorami liter i dźwiękami jakie reprezentują. Instrukcje fonetyki wymagają od nauczyciela aby zapewnił uczniom podstawy informacji na temat fonetycznych zasad i ich wzorców.